# Ĵ
Ĵ (gemenform: ĵ) är den latinska bokstaven J med en cirkumflex accent över. På esperanto uttalas Ĵ [ʒ] (tonande postalveolar frikativa). Ĵ kan också skrivas jh eller jx. I esperanto används Ĵ ofta i franska lånord t.ex. ĵurnalo från fr. journal.
Bokstaven ĵ används inom matematiken för att beteckna en enhetsvektor.

## Liknande bokstäver
- Ž
- Ж